# آناهیت مکرتومیان
آناهید آقابکی مکرتومیان (ارمنی: Անահիտ Աղաբեկի Մկրտումյան؛  زادهٔ ۱۸ آوریل ۱۹۰۴ - درگذشته ۹ مهٔ ۱۹۷۰) بازیگر سینما و تئاتر اهل ارمنستان بود.

## زندگی‌نامه
وی در ۱۸ آوریل ۱۹۰۴ در تفلیس به دنیا آمد . از سال ۱۹۳۳ به عنوان بازیگر در فرهنگستان دولتی تئاتر سوندوکیان فعالیت می‌کرد. وی همچنین برنده جوایزی همچون هنرمند مردمی ارمنستان شوروی و هنرمند شایسته ارمنستان شوروی شد. وی در ۹ مهٔ ۱۹۷۰ در سن ۶۶ سالگی در ایروان درگذشت.